# Targarema electa
Targarema electa är en insektsart som beskrevs av White 1878. Targarema electa ingår i släktet Targarema och familjen Rhyparochromidae. Inga underarter finns listade i Catalogue of Life.